# 香港青年協會
香港青年協會（英語：The Hong Kong Federation of Youth Groups）（簡稱青協，HKFYG）於1960年成立，是香港的非牟利青年服務機構。組織宗旨是為青少年提供專業而多元化的服務及活動，使青少年在德、智、體、群、美等各方面獲得均衡發展；其經費主要來自政府津貼、公益金撥款、賽馬會的捐助、信託基金、活動收費、企業及個人捐助等。
青協總部位於香港北角百福道21號香港青年協會大廈21樓。

## 歷史
因應由菲臘親王愛丁堡公爵在1956年創立的愛丁堡公爵獎勵計劃（The Duke of Edinburgh's Award）於1961年延伸到香港，英國基督教福利會（British Christian Welfare Council）委派到香港的史篤士（George Stokes）於1960年創立香港青年協會，1962年按社團法例正式註冊。

## 青協會員
青協為青少年設立青年會員制度及多項專業服務，為他們提供支援及有益身心的活動。轄下超過60個服務單位，每年提供超過20,000項活動，參與人次達500多萬。青協服務以青年為本，致力拓展下列12項「核心服務」，以回應青少年不斷變化的需要；同時亦透過全新的「青協 會員易」（easymember.hk （页面存档备份，存于））平台及手機應用程式，全面聯繫超過45萬名登記會員。
凡年屆6-35歲的香港居民，可申請成為青協會員 （页面存档备份，存于）。
年屆6-35歲以外香港居民以及非香港居民，亦可登記成為青協之友 （页面存档备份，存于）。

## 架構
| 贊助人 - 李家超 （香港特別行政區行政長官） 理事會 - 會長 陳維安先生，SBS - 副會長 馮玉麟博士 - 義務司庫 廖於勤先生 - 義務秘書 凌潔心女士 | - 委員 蔡定國醫生，JP 黃嘉純律師，SBS，JP 鄭建源先生 陳重義博士，JP 石嘉麗女士 胡潔瑩博士，JP 張英相教授 李嘉胤先生 馬賢慧女士 唐偉章教授，SBS，JP 鄭小康先生 倪以理先生，JP 王䓪鳴博士，DBE，JP | - 高級顧問 王䓪鳴博士 - 總幹事 徐小曼女士 - 副總幹事 呂慧蓮女士 陳文浩先生 鍾偉廉先生 |

資料來源：香港青年協會：贊助人及理事會 （页面存档备份，存于）

## 青年空間

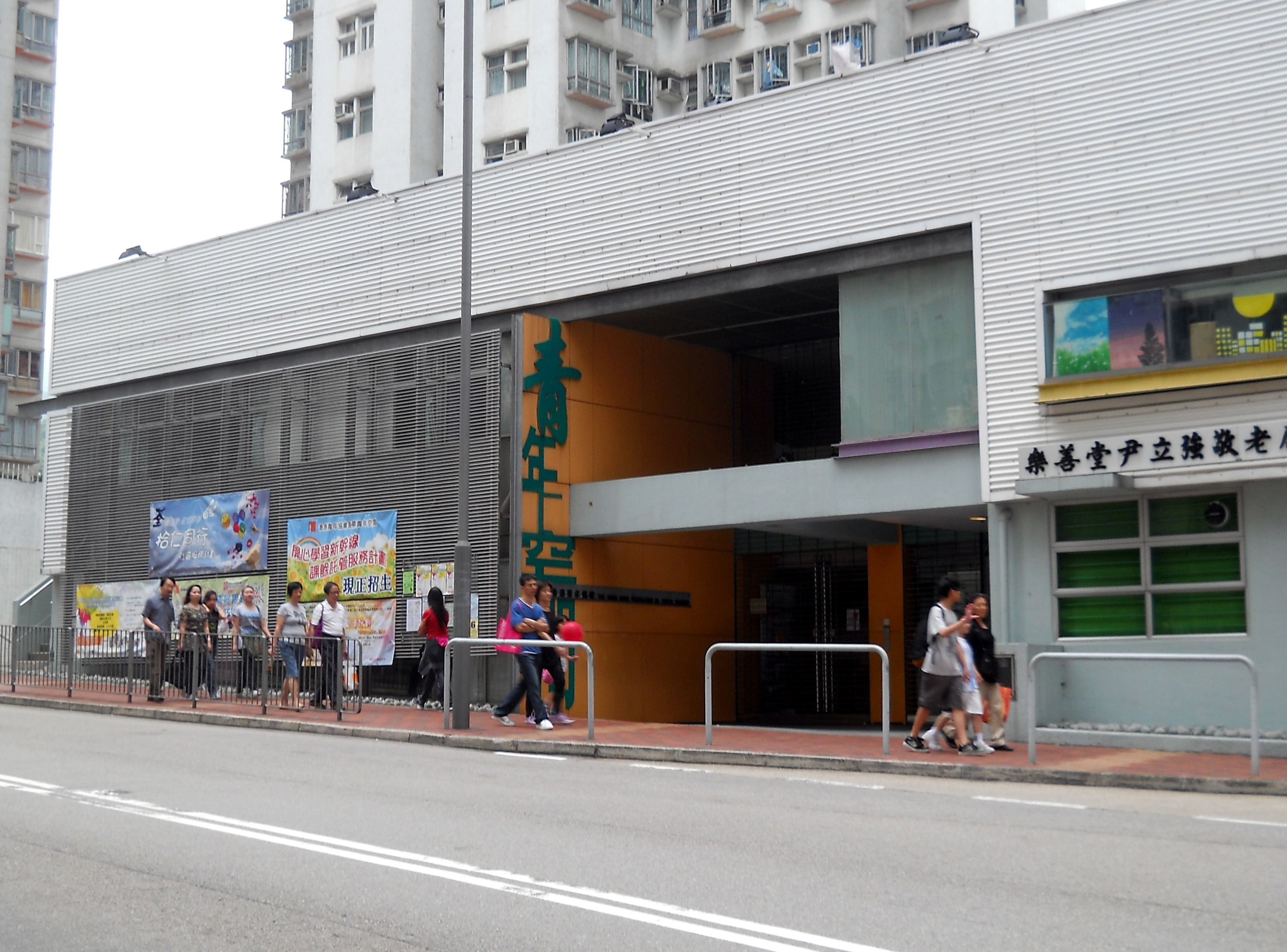
荃景青年空間

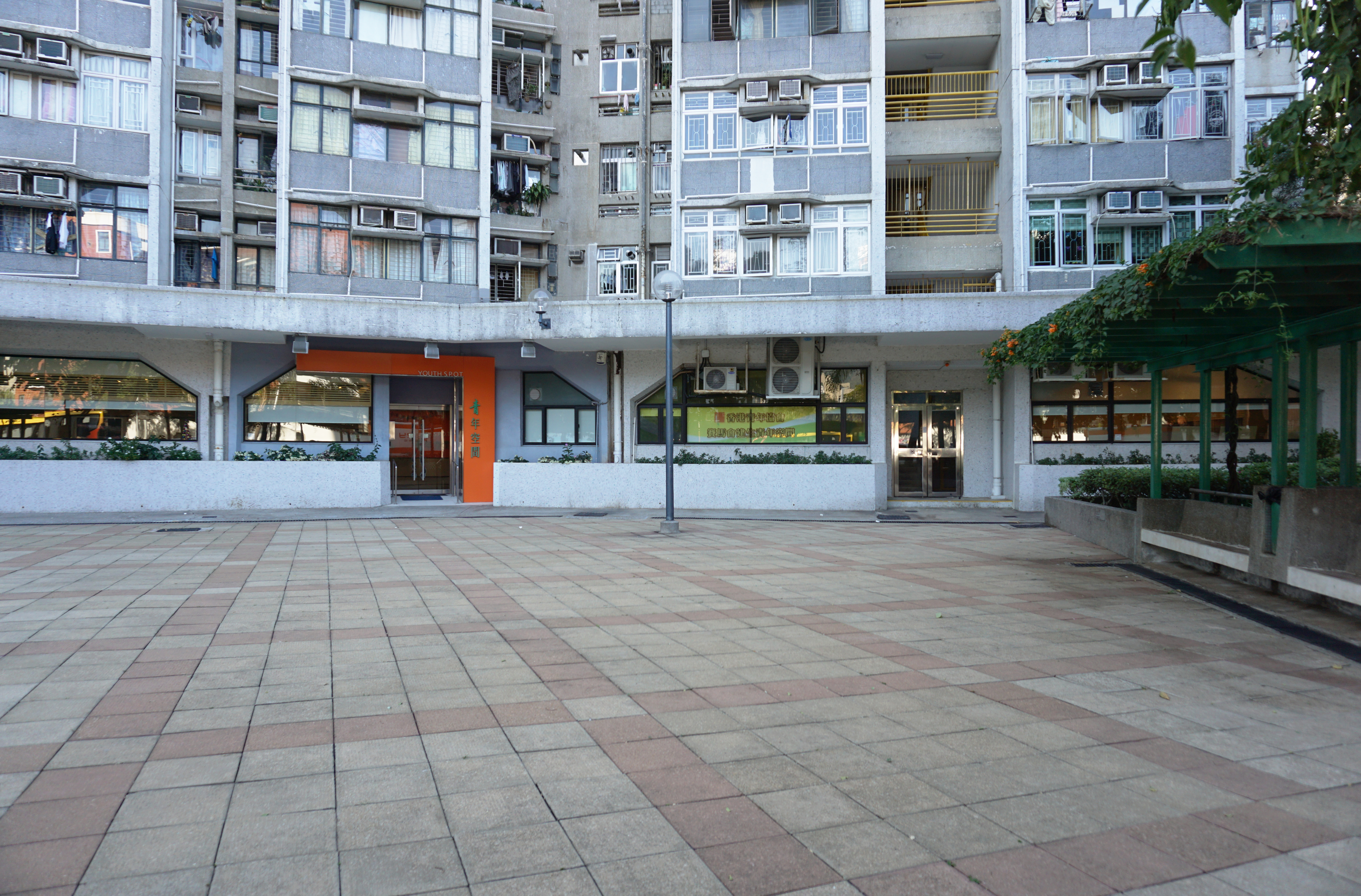
賽馬會建生青年空間位於毗連的兆軒苑

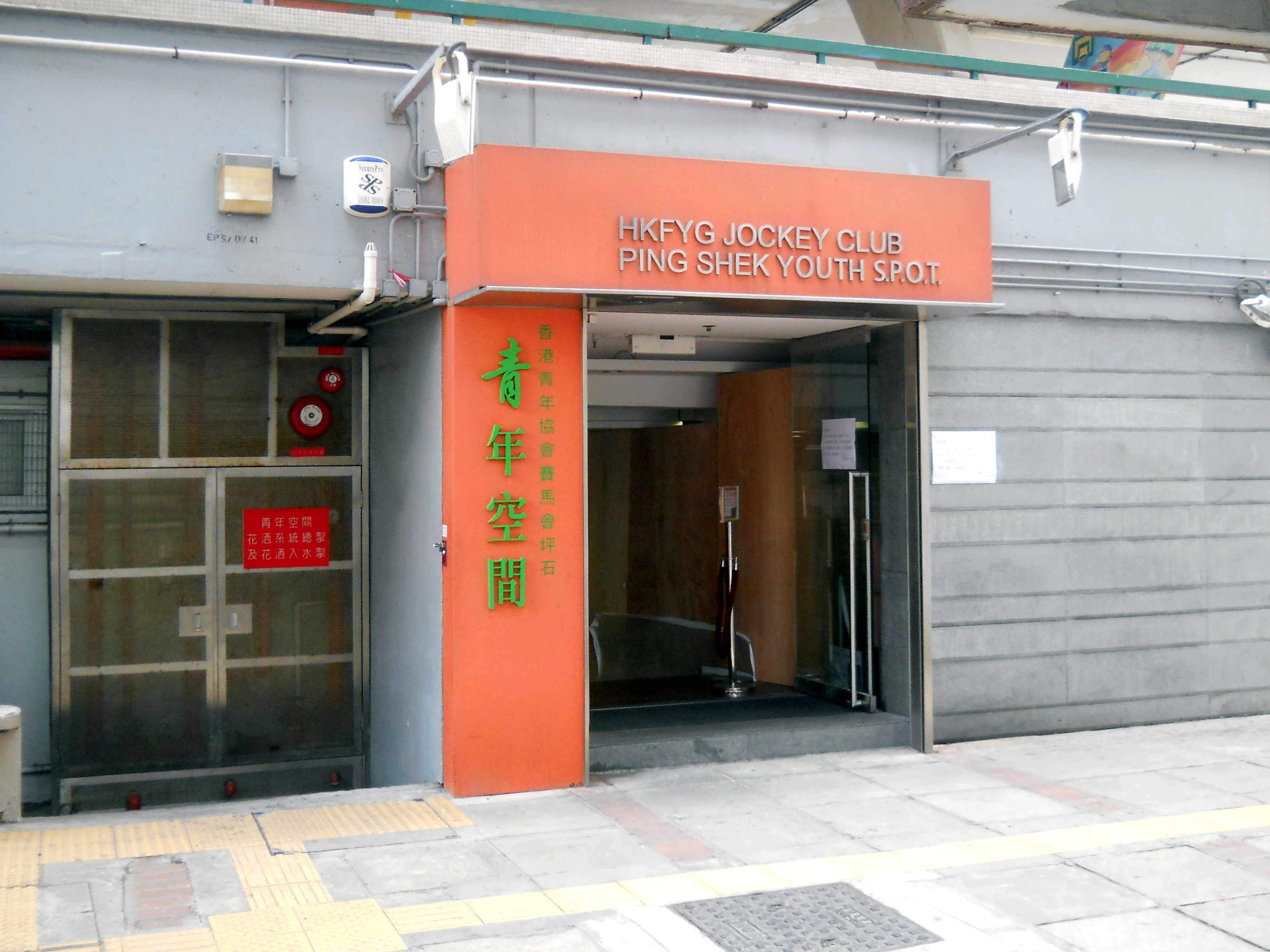
賽馬會坪石青年空間

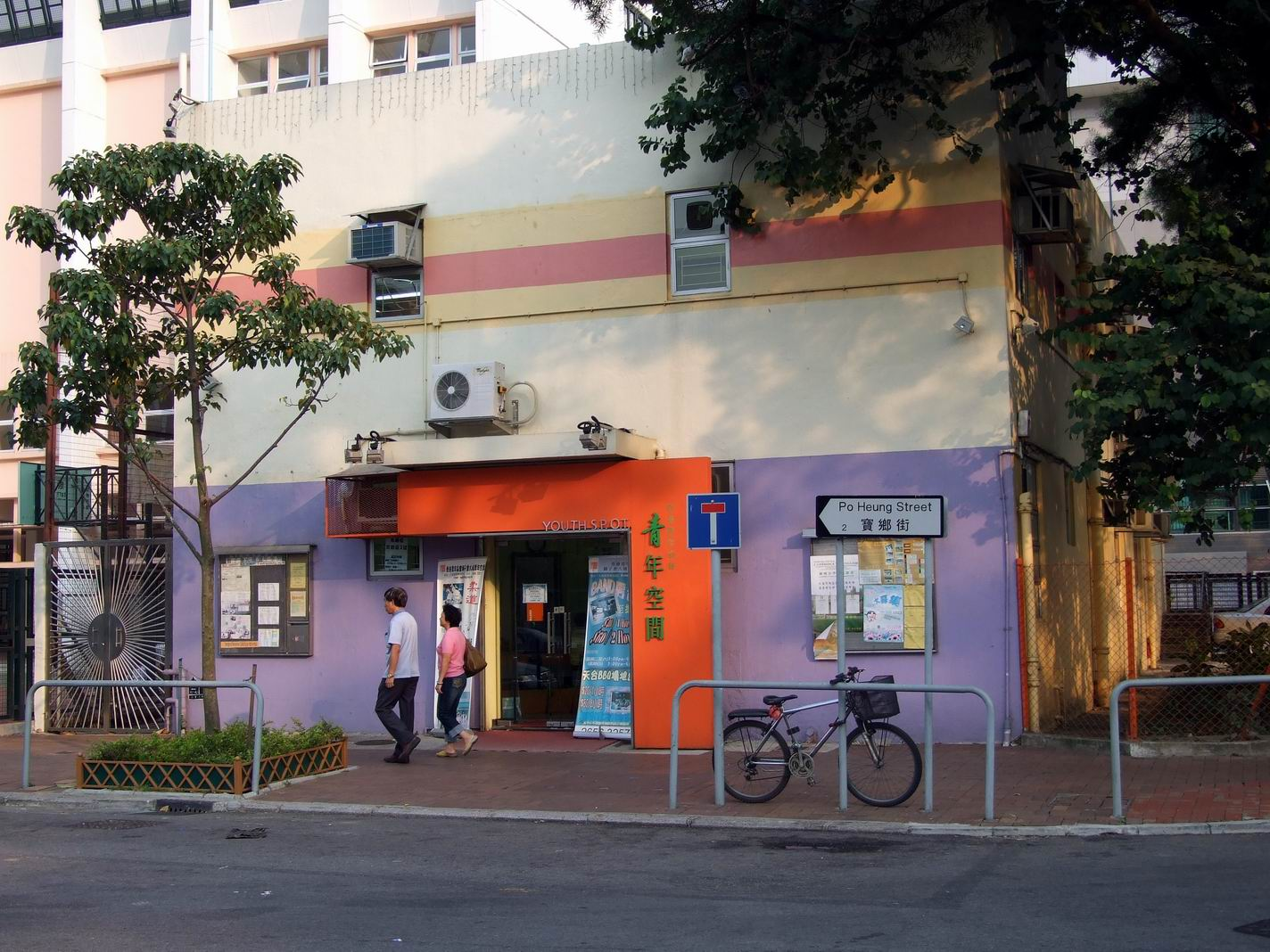
獅子會大埔青年空間
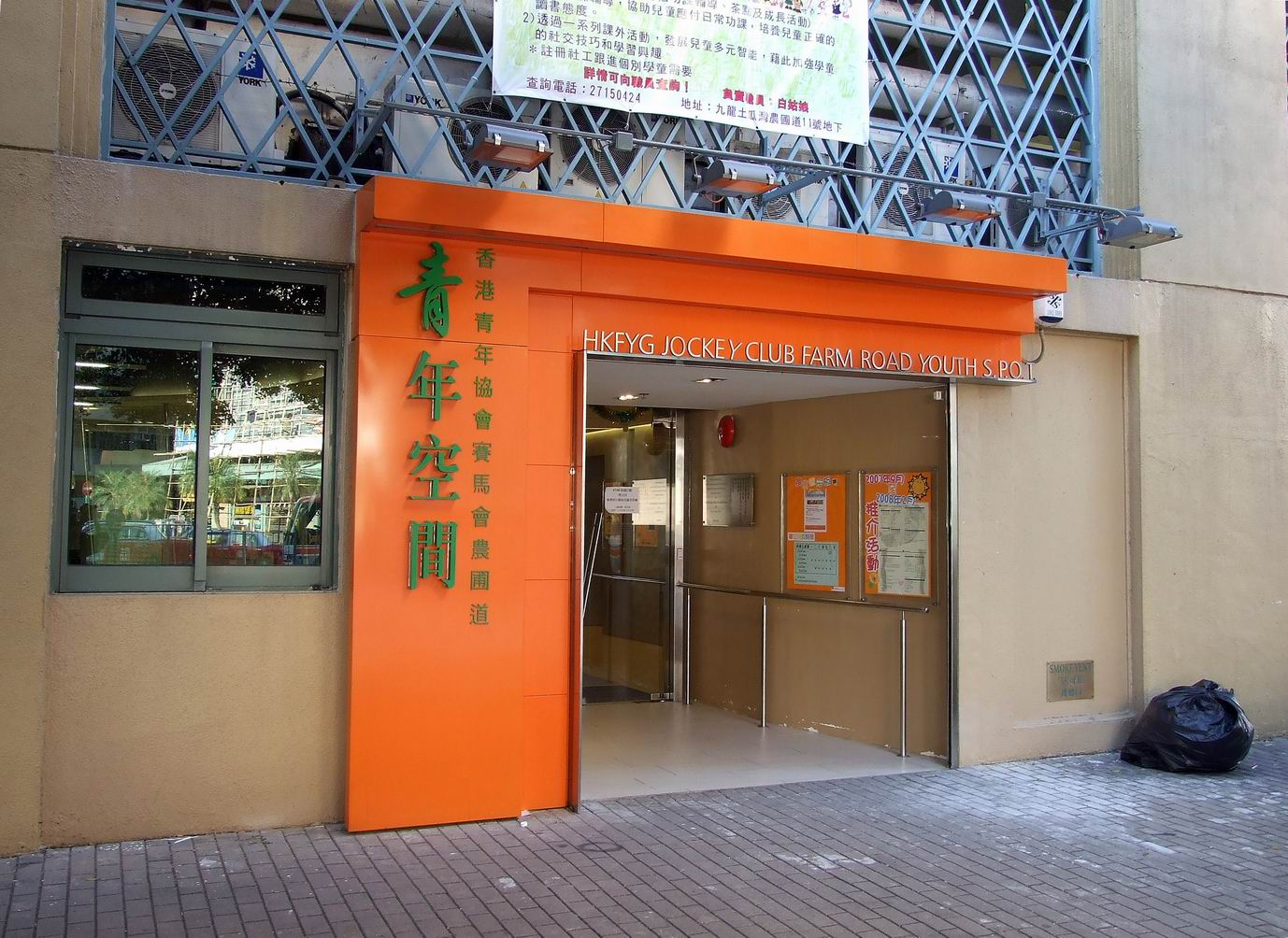
賽馬會農圃道青年空間
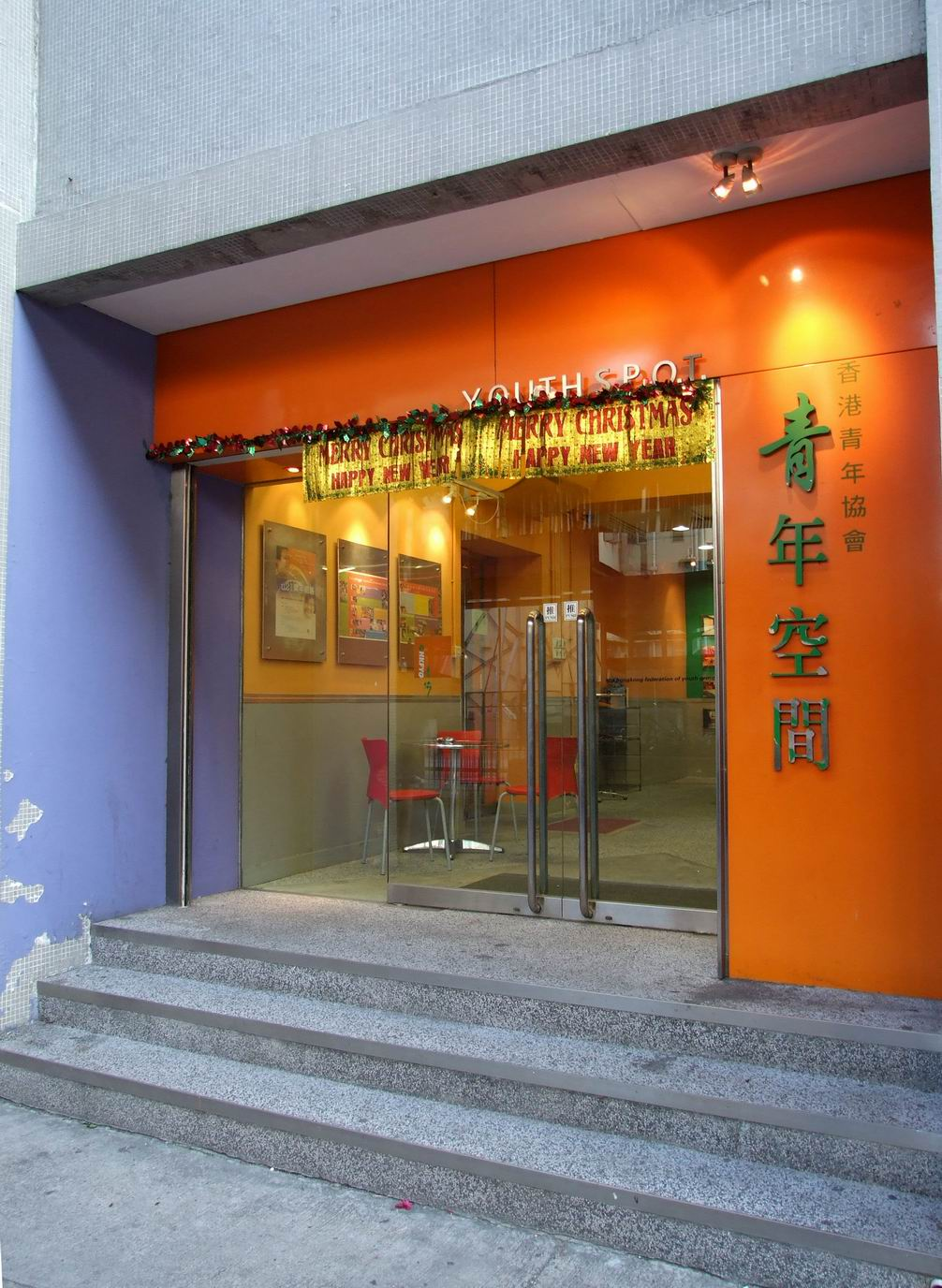
賽馬會紅磡青年空間
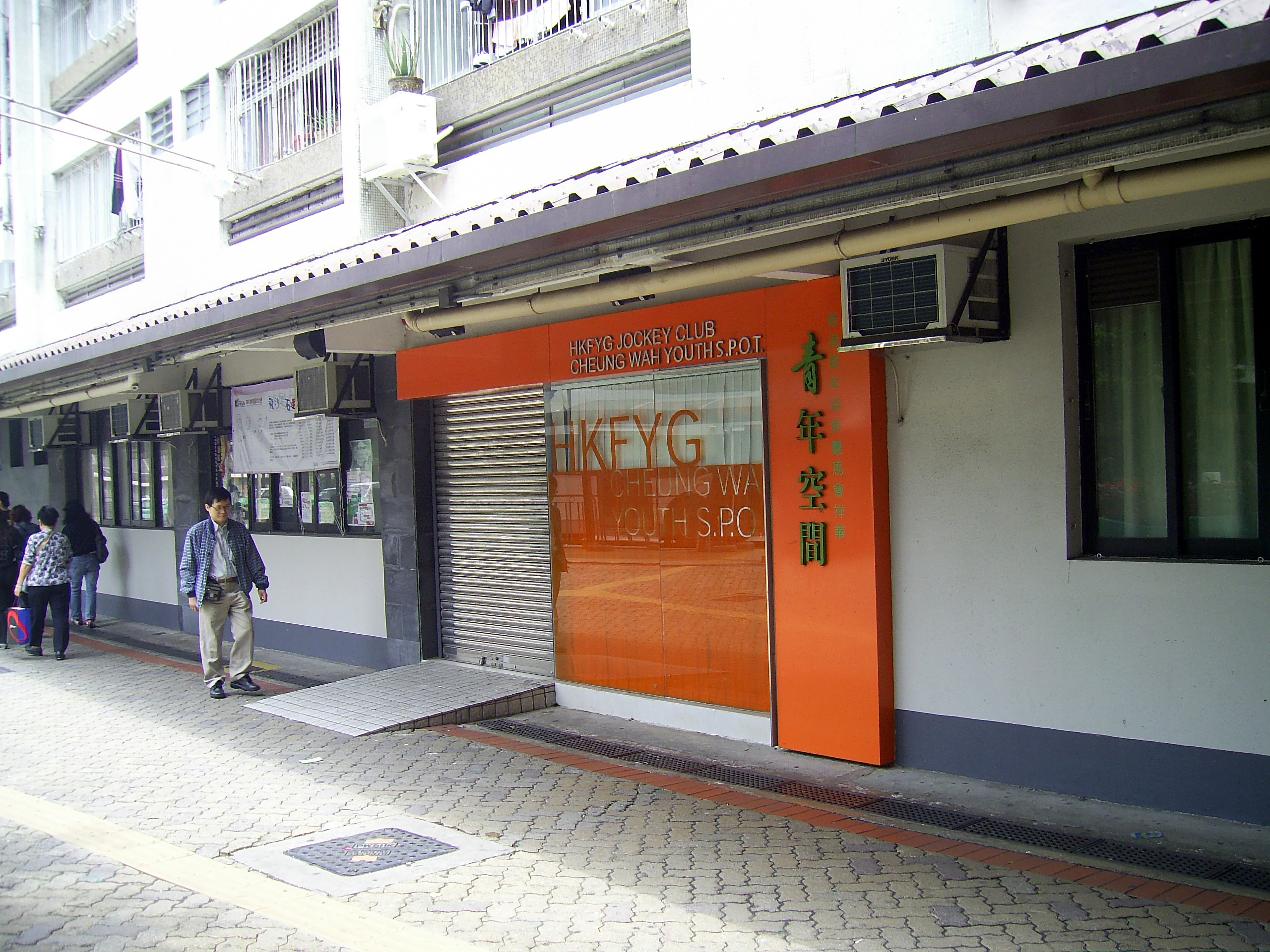
賽馬會祥華青年空間
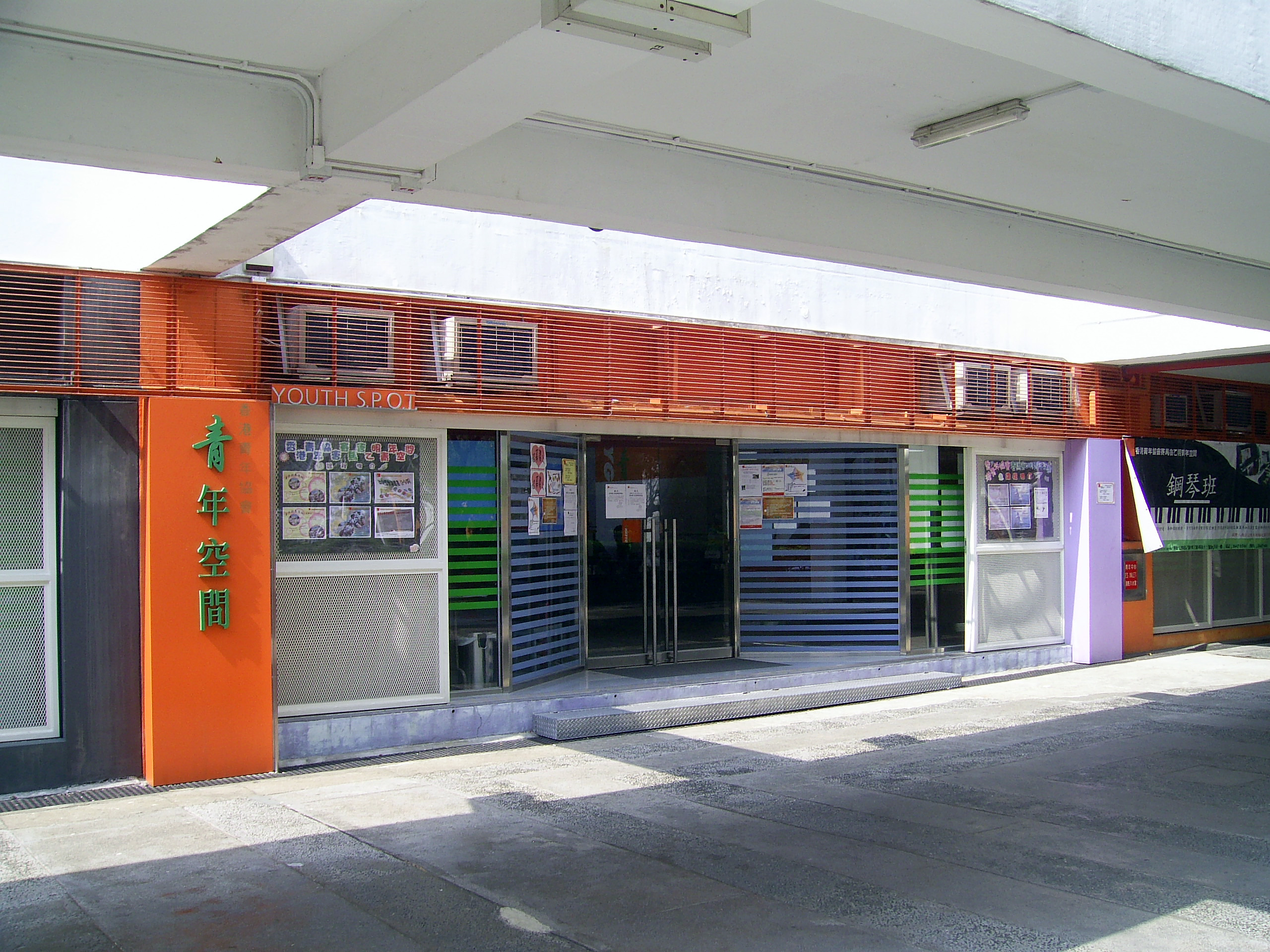
賽馬會乙明青年空間
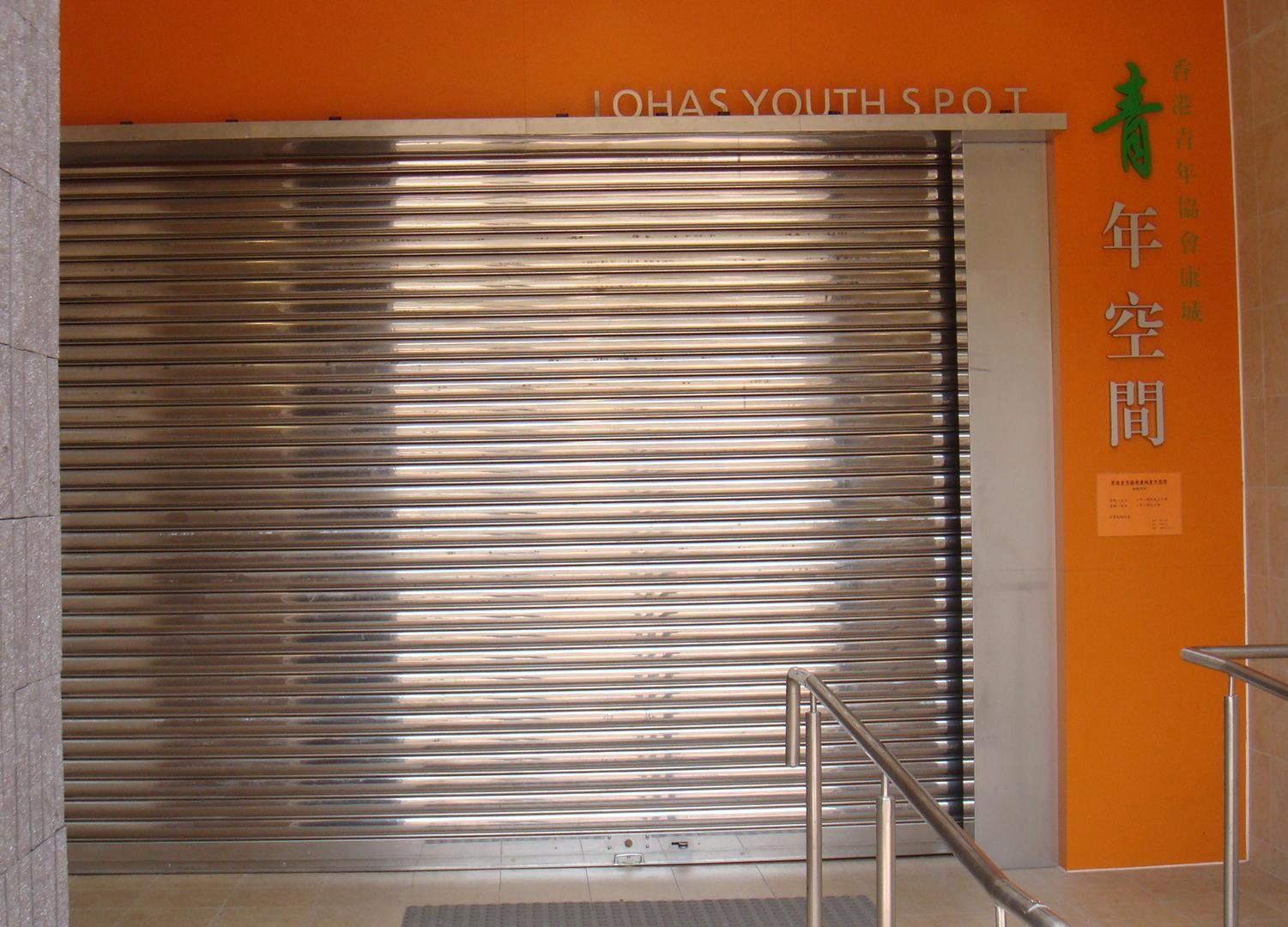
康城青年空間

青年空間（Youth S.P.O.Ts）
本着為青年創造空間的信念，青協轄下分佈全港各區的22所青年空間，致力聯繫青年，成為一個屬於青年、發展潛能和鍛鍊的活動場所。
在專業服務方面，青年空間積極發展三大支柱服務，包括學業支援、進修增值和社會體驗。當中設有M21社區媒體製作站，鼓勵青年發揮創意與想像力，加強對社區的歸屬感與互動；近年更增設LEAD Lab和uKitchen，分別提供社區創意科藝平台，並實踐以煮食服務社區的概念。
「鄰舍第一」是由青年帶動服務社區的義工計劃，也是社區工作的重要一環。青年空間數碼轉型亦為青年提供更多機會提升技能及競爭力，回應社會不斷轉變的需求。
PH2 （页面存档备份，存于）是「青年宿舍計劃」下，全港首幢落成的嶄新居住空間，協助在職青年發展生活技能，建立人際網絡，實踐理財規劃，並促進共享。 
1. 青年空間21
2. 杏花邨青年空間 （页面存档备份，存于）
3. 賽馬會筲箕灣青年空間 （页面存档备份，存于）
4. 賽馬會農圃道青年空間 （页面存档备份，存于）
5. 賽馬會橫頭磡青年空間 （页面存档备份，存于）
6. 賽馬會坪石青年空間 （页面存档备份，存于）
7. 賽馬會將軍澳青年空間 （页面存档备份，存于）
8. 康城青年空間 （页面存档备份，存于）
9. 黃寬洋青年空間 （页面存档备份，存于）
10. 賽馬會茵怡青年空間 （页面存档备份，存于）
11. 賽馬會乙明青年空間 （页面存档备份，存于）
12. 隆亨青年空間 （页面存档备份，存于）
13. 獅子會大埔青年空間 （页面存档备份，存于）
14. 賽馬會祥華青年空間 （页面存档备份，存于）
15. 賽馬會葵芳青年空間 （页面存档备份，存于）
16. 荃灣青年空間 （页面存档备份，存于）
17. 荃景青年空間 （页面存档备份，存于）
18. 賽馬會建生青年空間 （页面存档备份，存于）
19. 賽馬會天耀青年空間 （页面存档备份，存于）
20. 賽馬會天悅青年空間 （页面存档备份，存于）
21. 洪水橋青年空間 （页面存档备份，存于）

開放時間為：
- 星期一（2pm-6pm）
- 星期二至六（2pm-10pm）
- 星期日及公眾假期 休息

- 獅子會大埔青年空間
- 賽馬會農圃道青年空間
- 賽馬會紅磡青年空間
- 賽馬會祥華青年空間
- 賽馬會乙明青年空間
- 康城青年空間

## M21媒體服務
青協致力開拓網上服務、社交網絡及新媒體，緊貼青少年的溝通模式，並主動加強與他們的聯繫。青協轄下M21 （页面存档备份，存于） M21多媒體互動平台，集媒體實驗、媒體教室、媒體廣播及數碼技能學院於一身。M21最大特色是「完全青年」，凝聚青少年組成製作隊伍，以新媒體進行創新和創作；其作品更可透過M21青協網台、校園電視和社區網絡進行廣播，讓他們的創意及潛能得到社會更廣泛認同和肯定，為未來作準備。

## 輔導服務
青協全健空間為青年提供全方位平台，打造富療癒、學習、體驗的專業服務，鼓勵他們勇敢開創人生，連繫社群。當中結合學校社會工作組、青苗計劃、媒體輔導中心及全健空間的服務，透過「關心一線2777 8899」、「uTouch」網上外展、駐校社工及學生支援服務，全面為青年提供專業支援及輔導網絡，重點關注情緒健康、戀愛與性、學習障礙，以及媒體素養。「校易網」(easyschoolconnect.hk （页面存档备份，存于）) 亦全面支援學校教學及行政工作，因應學校需求，提供適切的活動及支援服務，為青年提供更佳的學習及成長環境。

## 邊青服務
青年違法防治中心 「青年違法防治中心」 透過轄下地區外展社會工作隊、深宵青年服務、抗毒服務和青年支援服務，為面對危機、犯罪青少年、受害者及其家人，就「犯罪違規」、「性危機」及「吸毒」三大重點問題，提供預防教育、危機介入與評估，以及輔導治療。另外，中心亦推動專業協作和研發倡導。
「青法網」和「違法防治熱線8100 9669」，為公眾提供青少年犯罪違規的資訊和求助方法。青協於上環永利街亦為有需要的青少年，提供短期住宿服務。

## 就業支援
青協一直倡導「生涯規劃」概念，透過青年就業網絡 （页面存档备份，存于）（簡稱YEN），恆常舉辦多元活動和升學就業支援服務，協助青少年順利由學校過渡至工作環境。
為支持青年實踐創業理想，青協自2002年起推行多個重點項目，包括：香港青年創業計劃、青協賽馬會社會創新中心及青年創業學；另亦提供創業孵化服務、種籽基金、共用辦公空間、商務交流平台、創業導師等。「前海深港青年夢工場」及「世界青年創業論壇」亦為本地初創青年拓展中國內地及海外市場的商機。

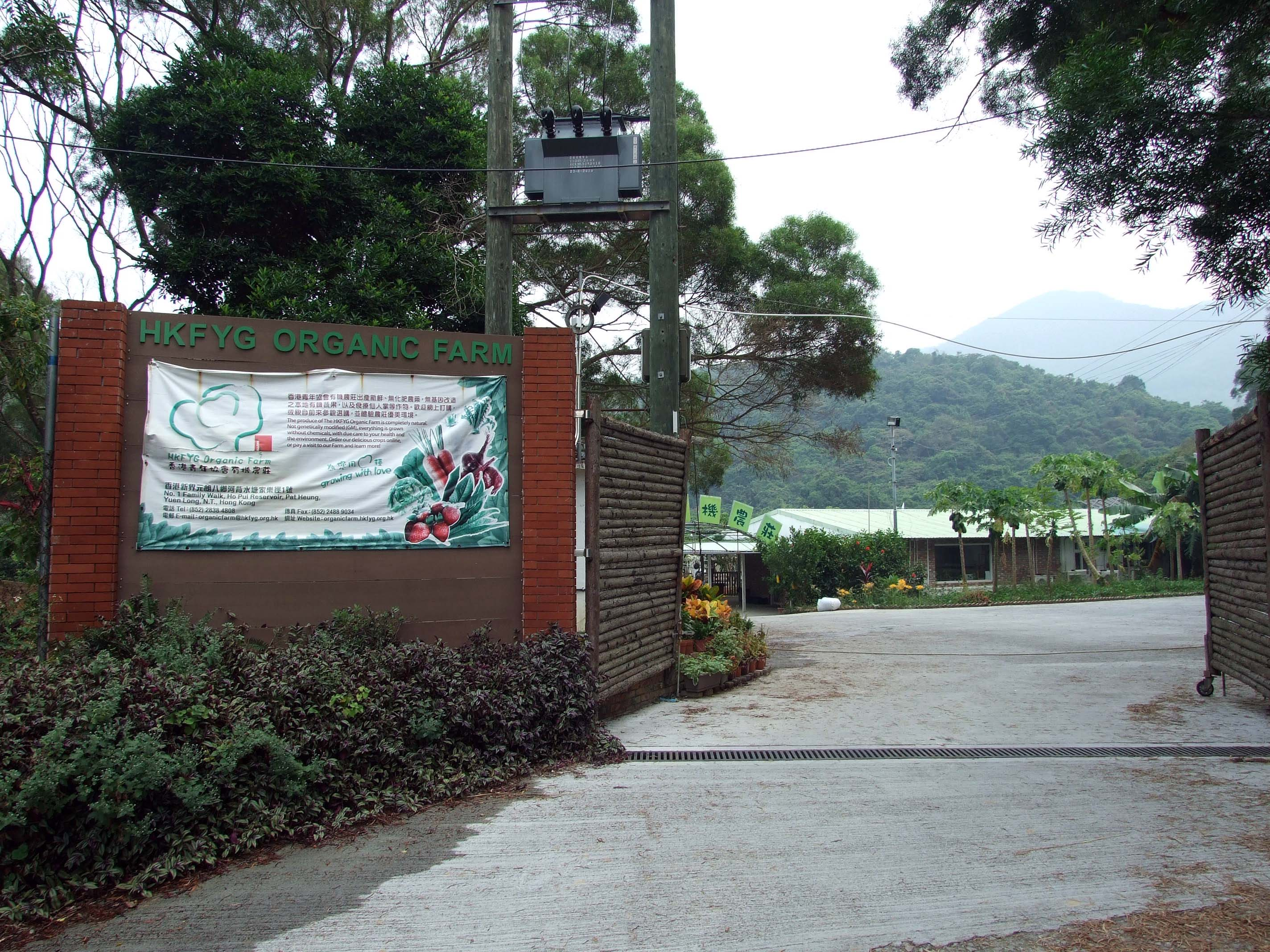
香港青年協會有機農莊 （页面存档备份，存于）
- 咖啡空間21 （页面存档备份，存于）
- 舞蹈館 （页面存档备份，存于）
- 有機空間 （页面存档备份，存于）
- JobHub青少年求職網站
- 香港青年協會賽馬會社會創新中心

- 香港青年協會有機農莊

## 領袖培訓
「香港青年協會領袖學院 （页面存档备份，存于）」致力培育新一代優秀青年人才，自 2000年起，至今已培訓逾20萬名青年領袖。學院現時坐落於別具歷史價值的前粉嶺裁判法院，保留了前殖民時期建築的優雅，並融入了現代科技，為訪客帶來互動體驗。學院建基於多年的培訓基礎並具備清晰的培訓階梯，為高小、中學、大專，以至行政人員的領袖提供訓練課程。課程圍繞四大主題，包括：可持續發展領袖、服務型領袖、抗逆領袖及尊重型領袖。通過精心策劃的多元培訓，進一步裝備青年在未來承擔領導的角色，在香港、國家和國際層面領創新天。

## 義工服務
青年義工網絡（簡稱VNET）是香港最大型並以青年為主要對象的義工網絡。現時登記義工人數已超過26萬，每年為社會貢獻超過90萬小時服務。其一站式網上配對平台「好義配」(easyvolunteer.hk （页面存档备份，存于）)，配合「好義補」學習支援及「好義學」義工增值活動，讓義工隨時搜尋合適的服務機會。同時設有「好義配」義務工作嘉許，推動全港青年及義工積極投入義務工作，真正達致「做義工，好義配」。每年舉辦的「有心計劃」，連繫學校與工商企業，合力推動學生服務社區之餘，亦鼓勵企業實踐公民責任。

## 家長服務
青協設有「家長全動網」 （页面存档备份，存于），（簡稱PSN），於網上提供豐富和最新資訊，並在各區提供專業調解服務，協助家長及其青少年子女化解衝突。另亦舉辦多元化的家長學習課程、講座、小組工作坊及家庭教育活動，推動家庭和諧，鼓勵家長和青少年子女增進知識、同步成長。當中亦設有「家長互助小組」，旨在強化家長之間的支援網絡，協助有需要的家庭。

## 教育服務
青協設有兩所非牟利幼稚園及幼兒園、一所非牟利幼稚園、一所資助小學及一所直資英文中學。五校致力發展校本課程，配以優良師資及具啟發性的教學環境，為香港培養優秀下一代，達致全人教育的目標。青協生活學院 （页面存档备份，存于）則致力鼓勵青年享受生活、學習生活，讓持續學習與生活融為一體。其課程環繞興趣、技能和生活體驗，協助參加者拓展個人潛能，促進優質生活。

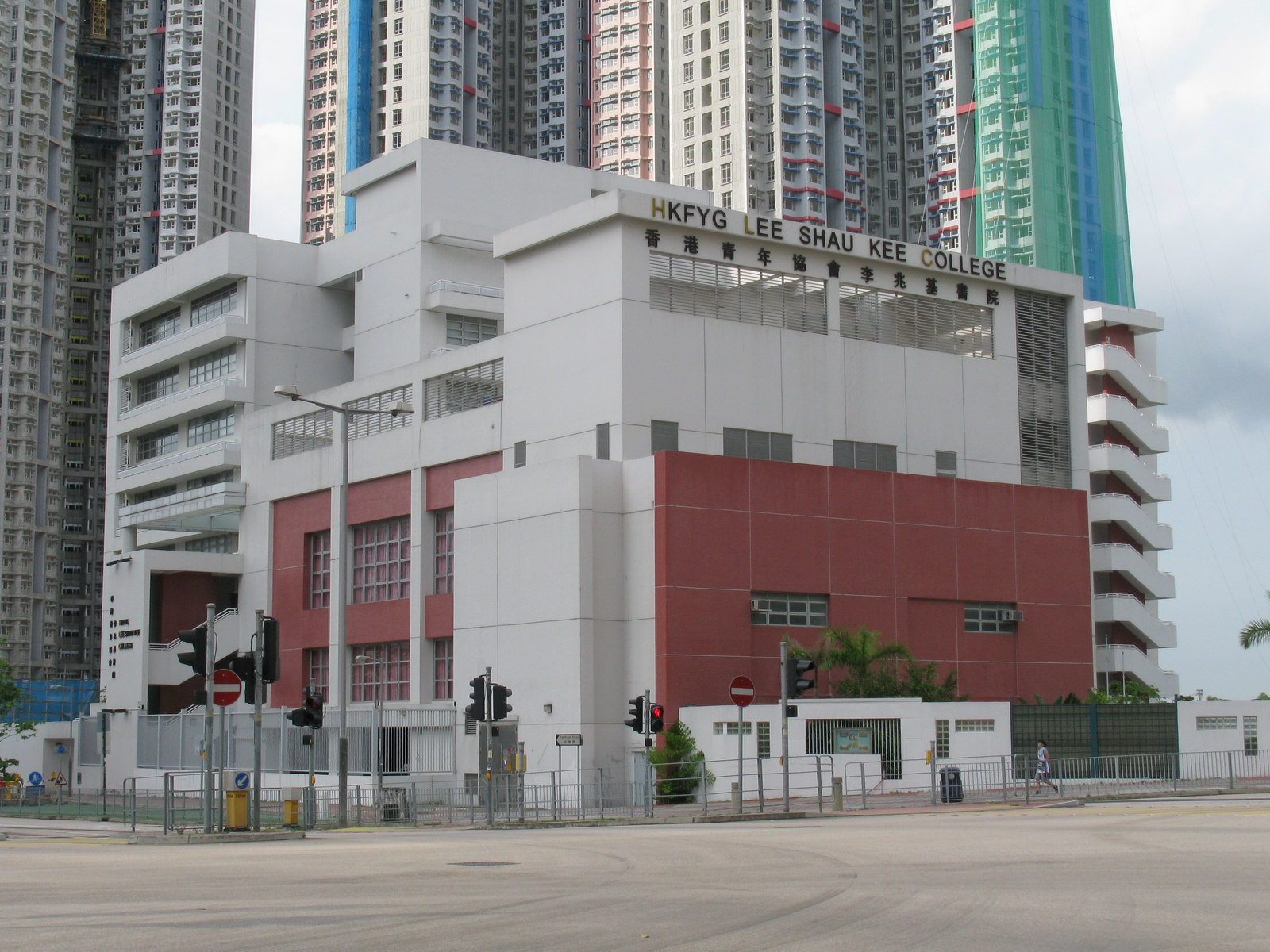
香港青年協會李兆基書院

## 創意交流
青協創意教育組於青年空間成立LEAD Lab，透過著重「學習．應用．交流」的一站式創意科藝課程，致力培養青少年對STEM的興趣和潛能。此外，青協亦透過舉辦「香港學生科學比賽 （页面存档备份，存于）」、「香港FIRST創意機械人大賽 （页面存档备份，存于）」、「香港機關王競賽」 （页面存档备份，存于）、「創意編程設計大賽」 （页面存档备份，存于）等，促進青少年的創新思維。此外，青協青年交流部 （页面存档备份，存于）致力提供具特色的交流機會，藉舉辦內地和海外體驗式考察和交流活動，協助青年加深認識國家發展，並建立國際視野。

## 文康體藝
青協轄下四個營地及戶外活動中心，提供多元的康體設施及全方位訓練活動，增強青少年的創意能力和個人自信，建立全健生活和團隊合作精神，建立可持續生活模式。而青協社區體育部則致力培養青年對團隊運動的興趣，從而推動團結、無懼、創新、奮鬥及堅持的信念。設於國內中山三鄉的青年培訓中心，透過考察和體驗活動，促進青少年對中國歷史文化和鄉鎮發展的認識。此外，本會致力拓展及推廣文化藝術工作。透過一系列社區文化項目，如「香港旋律」青年無伴奏合唱團 （页面存档备份，存于）、舉辦藝術教育計劃等，推廣全健生活概念，培育青年對文化藝術的涵養及表演藝術才華。
1. 中山三鄉青年培訓中心 （页面存档备份，存于）
2. 香港青年協會賽馬會西貢戶外訓練營 （页面存档备份，存于）
3. 南丫青年營 （页面存档备份，存于）
4. 赤柱戶外活動中心 （页面存档备份，存于）
5. 大美督戶外活動中心 （页面存档备份，存于）

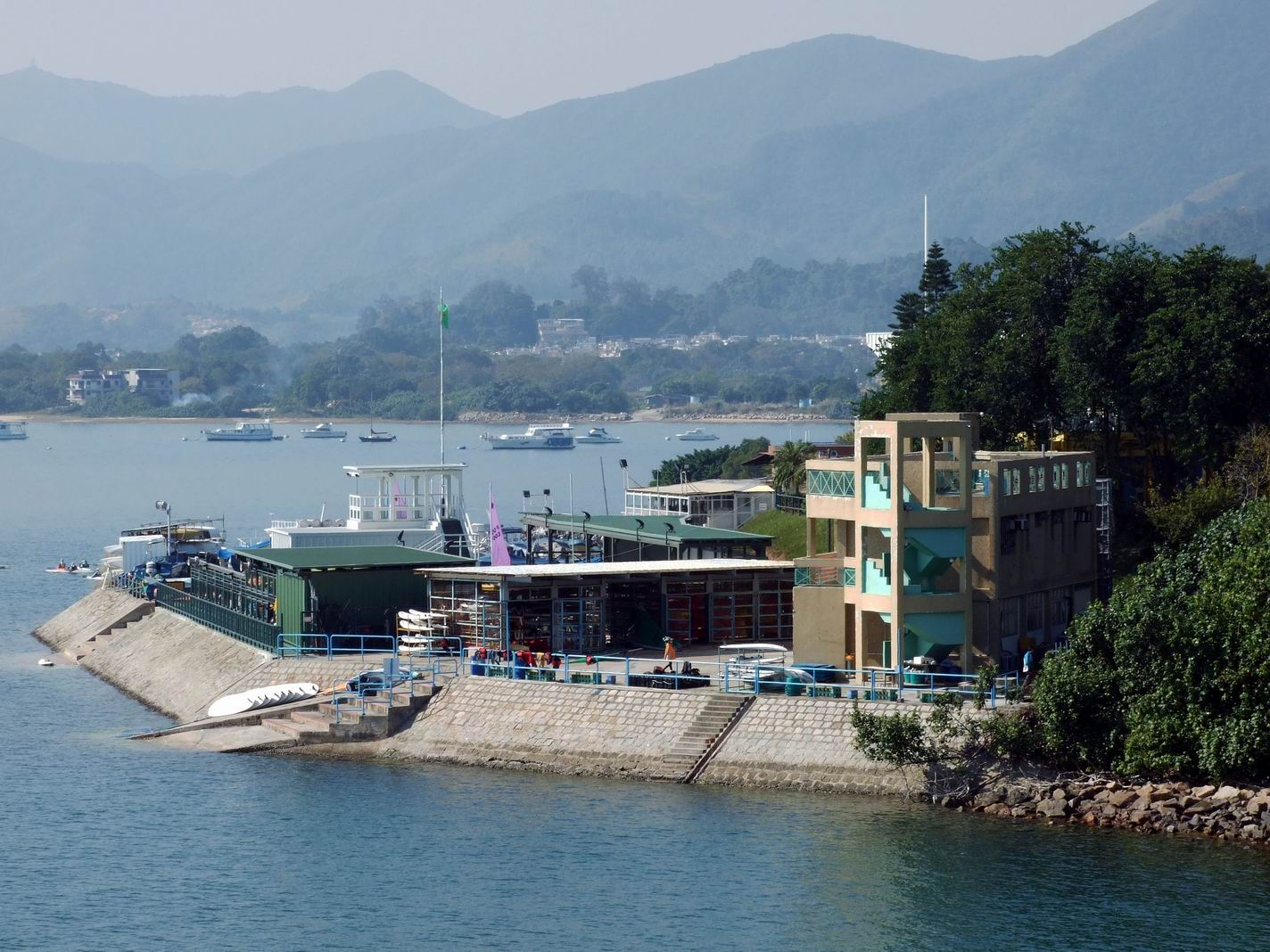
大美督戶外活動中心
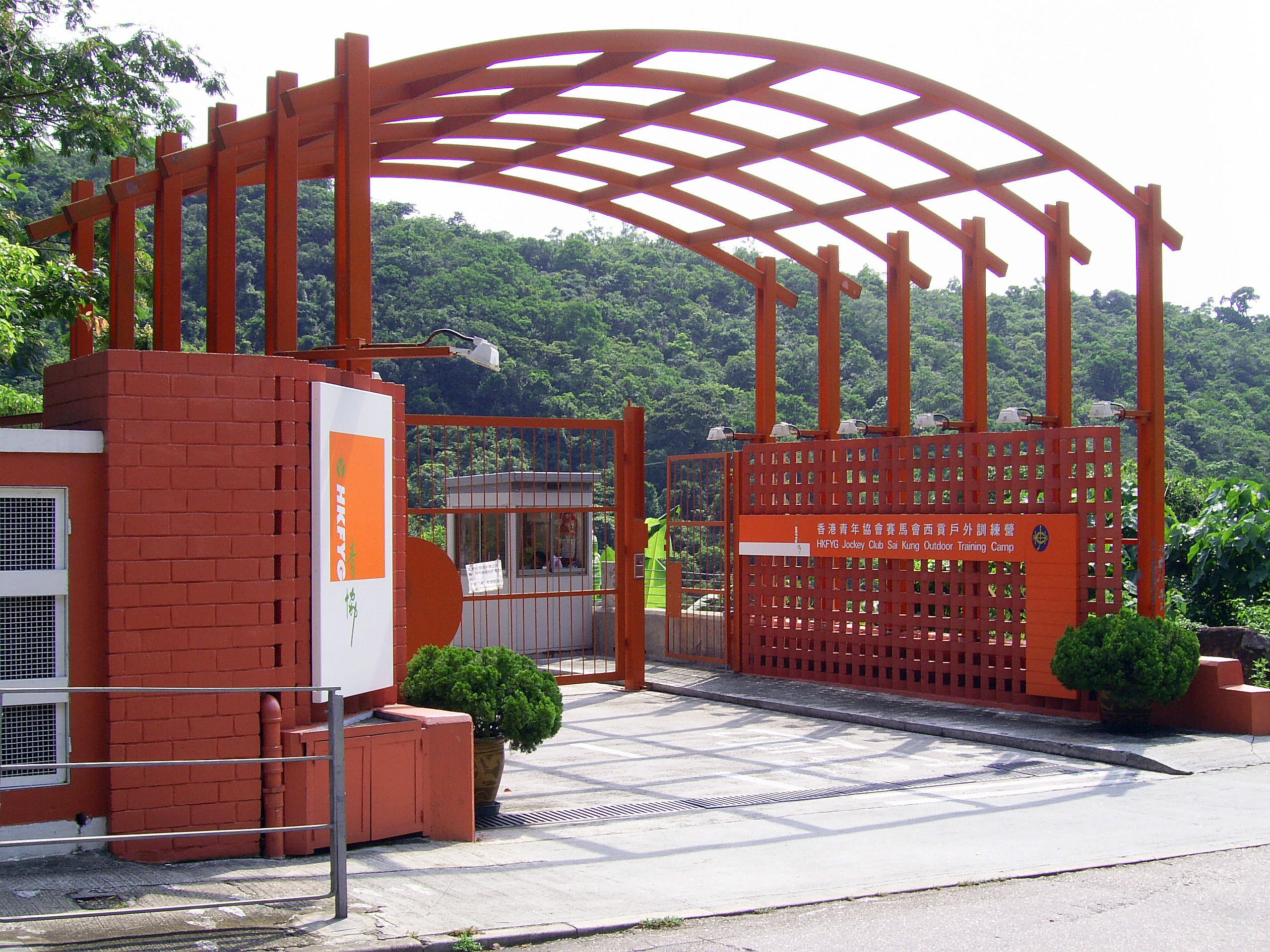
香港青年協會賽馬會西貢戶外訓練營
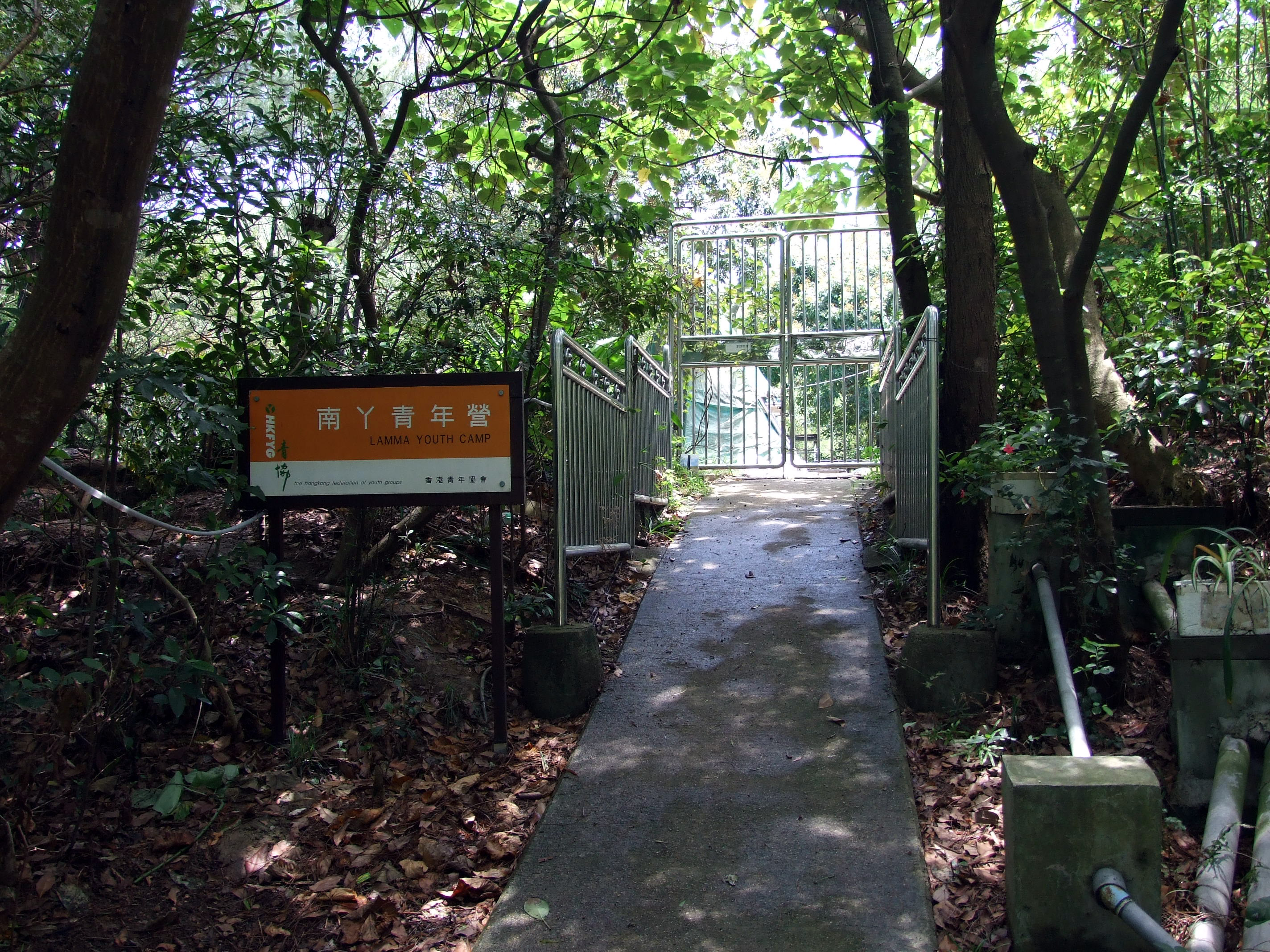
南丫青年營

## 研究出版
青協青年研究中心 （页面存档备份，存于）多年來持續進行有系統和科學化的青年研究。其中《香港青年趨勢分析》，一直讓社會各界掌握青年脈搏，為籌劃青年服務提供重要參考。中心成立的青年創研庫，由本地年輕專業才俊與大專學生組成，就經濟、民生及青年發展三項專題，定期發表研究報告，為香港社會持續發展建言獻策。此外，青協專業叢書統籌組鼓勵閱讀及寫作，出版各類與青年工作相關的書籍；每季出版的英文刊物《香港青年》 （页面存档备份，存于） （Youth Hong Kong），就有關青年議題作出分析和探討，並比較香港與其他區域的青年狀況。雙月刊《青年空間》 （页面存档备份，存于）中文雜誌則為本地年輕人建立平台，分享他們的故事和體驗。

## 手機應用程式
- 青協App (iTunes) （页面存档备份，存于）
- 青法網 (iTunes) （页面存档备份，存于）
- 青協App (Google play) （页面存档备份，存于）
- 青法網 (Google play) （页面存档备份，存于）

## 外部連結
- 香港青年協會 （页面存档备份，存于）
- 香港青年協會Facebook （页面存档备份，存于）
- 香港青年協會微博 （页面存档备份，存于）
- 香港青年協會Youtube （页面存档备份，存于）
- 香港青年協會青年宿舍PH2 （页面存档备份，存于）